# Schozach (Ilsfeld)
Schozach ist ein Teilort der Gemeinde Ilsfeld im Landkreis Heilbronn in Baden-Württemberg.

## Geographie
Schozach liegt östlich oberhalb des Schozachtals, etwa drei Kilometer nordwestlich vom stromaufwärts gelegenen Ilsfeld und etwa ebenso weit vom südöstlich vom stromabwärts gelegenen Talheim.

## Geschichte
Der Ort wurde etwa um das Jahr 800 von Ilsfeld aus gegründet. Während sieben andere Weiler bis ins 14. Jahrhundert wieder aufgegeben wurden, blieb Schozach neben Wüstenhausen bestehen. Der Ort trägt den gleichen Namen wie der Fluss Schozach, über dessen Tal er längs des Heerwegs, eines alten Fernwegs von Lauffen am Neckar nach Schwäbisch Hall, liegt. Erstmals erwähnt wurde Schozach 1275. Die frühere Angabe 1213 ist ein Irrtum.
Der Ort kam mit Ilsfeld 1368 zu Württemberg und unterstand einem württembergischen Vogt, großen Besitz und Einfluss hatten ab 1396 auch die Herren Sturmfeder, die mit dem Herzog von Württemberg als Grundherr über Ilsfeld mit anhängigen Weilern langwierige Markungsstreitigkeiten führten. Besitz im Ort hatten außerdem der Johanniterorden, das Stift in Weinsberg, die Heilbronner Deutschordenskommende und andere. 1548 wies das Reichskammergericht in Speyer einen sturmfederschen Antrag auf Unabhängigkeit von Ilsfeld zurück. Anschließend versuchten die Sturmfeder, Schozach zumindest kirchlich unabhängig zu machen, was noch 1624 abschlägig entschieden wurde.
Im Dreißigjährigen Krieg hatte der Ort Plünderungen, Zerstörungen und die Pest zu erdulden. 1659 wurde Schozach dem württembergischen Zollregal unterworfen, was abermals zu jahrzehntelangen Streitigkeiten zwischen Württemberg und den Sturmfeder führte. Im späten 17. Jahrhundert kam es zu Einquartierungen von brandenburgischen und französischen Truppen. 1771 hieß es, der Ort sei ohne Kirch und Cult (Schule).
1805 wurde Schozach selbstständige Gemeinde in Württemberg. Es gehörte ursprünglich zum Oberamt Lauffen, kam 1808 zum Oberamt Bietigheim und 1810 schließlich zum Oberamt Besigheim. Die Gemarkung der Gemeinde war gering, das sturmfedersche Hofgut umfasste 1841 rund 200 von insgesamt rund 500 Morgen. Der Gutsverwalter war nach 1805 auch Schultheiß und Lehrer.

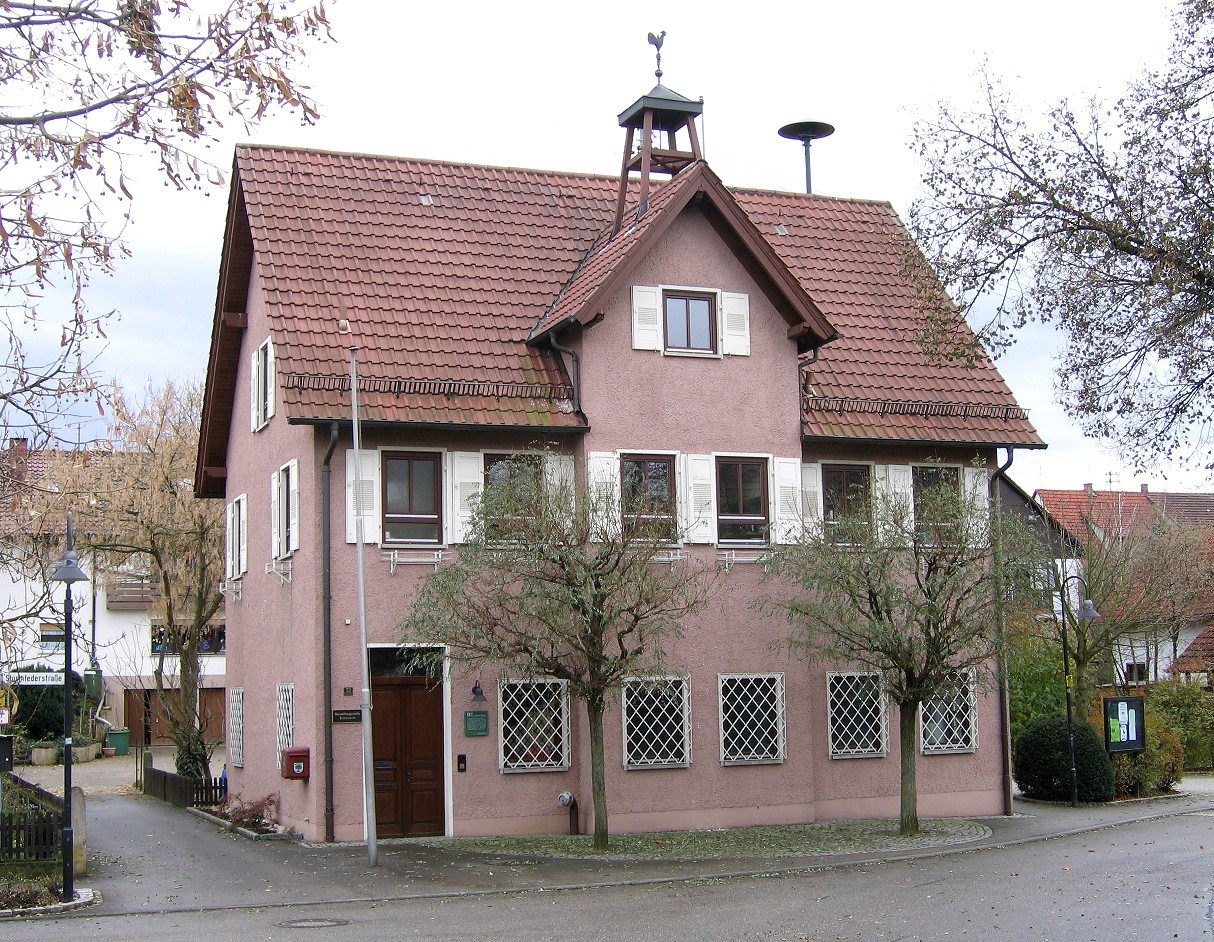
Verwaltungsstelle von Schozach, erbaut 1987 anstelle des alten Rathauses

Ab 1829 begann sich die politische Gemeinde von der sturmfederschen Grundherrschaft zu trennen, erst durch die Verweigerung von grundherrlichen Ansprüchen wie Botengängen und unentgeltlicher Weinlese, ab 1839 auch durch die Ablösung der Steuern und den Erwerb der Meierei der Gutsverwaltung zwecks Umbau zum Rat- und Schulhaus. 1841 hatte Schozach 308 Einwohner, die ihren Haupterwerb in Weinbau und Ackerbau fanden. Aufgrund der vorherrschenden Armut wanderten viele Einwohner nach Amerika oder Russland aus. Nach der Revolution von 1848 wurde der Zehnt abgelöst, und die Gemeinde hatte Anspruch auf verschiedene bisher an die Grundherren abzuführenden Steuern, Frongelder und anderes. Gleichzeitig erwarb der Baron von Sturmfeder aus Mitteln der Ablöseentschädigung weitere Grundstücke innerhalb der Gemarkung. 1870 wurde ein Schulhaus erbaut, 1895 ein Friedhof angelegt. Im Verlauf des 19. Jahrhunderts ließen die Spannungen zwischen Grundherrschaft und Gemeinde nach. Das frühere grundherrschaftliche Gut ist im heutigen Graf von Bentzel-Sturmfeder Horneck’schen Weingut aufgegangen.
Der Bau einer Verbindungsstraße nach Ilsfeld ab 1880, der Anschluss an die Bottwartalbahn um 1900, der Bau einer Wasserleitung 1907 und die Elektrifizierung des Ortes 1911 brachten großen Fortschritt in den zuvor abgeschieden liegenden Ort. Nach der Auflösung des Oberamts Besigheim kam Schozach 1938 zum Landkreis Heilbronn. Während des Zweiten Weltkriegs wurde Schozach ab dem 14. April 1945 durch US-amerikanische Soldaten unter Artilleriebeschuss genommen, wodurch mehrere Bauwerke, wie dem Rathaus, schwer beschädigt und mindestens zwei Einwohner tödlich verletzt wurden. Dies hörte erst am darauffolgenden Nachmittag auf, nachdem deutsche Soldaten vom besetzten Mannhardtsgrund abgezogen sind und Schozach somit von den Amerikanern eingenommen wurde. Am 19. April ist es zu Artilleriebeschuss von deutscher Seite aus gekommen, bei der eine Scheuer sowie eine Evakuierte aus Heilbronn getroffen wurden.
1939 wurden 264 Einwohner gezählt, während und nach dem Zweiten Weltkrieg, in dem der Ort von Bombenangriffen verschont blieb, wurden zahlreiche Vertriebene und Flüchtlinge aufgenommen, so dass es Ende 1945 bereits 372 Einwohner waren. Von 1939 bis 1946 und erneut ab 1954 wurde der Ort vom jeweiligen Ilsfelder Bürgermeister mitverwaltet. Letzter gemeinschaftlicher Bürgermeister war Eugen Härle. Am 1. Juli 1971 wurde Schozach nach Ilsfeld eingemeindet. Seit den 1960er-Jahren ist der Ort durch die Ausweisung von Neubaugebieten stark angewachsen.

## Wappen
Die Blasonierung des ehemaligen Ortswappens lautet: In gespaltenem Schild vorne in Gold ein blaues Hufeisen, hinten in Blau zwei abgekehrte goldene Streitbeile. Die Streitbeile sind dem Wappen der Herren Sturmfeder von Oppenweiler entnommen.

## Bauwerke
Die evangelische Leonhardskirche wurde 1960 bis 1963 anstelle des alten, 1955 abgerissenen Schafhauses errichtet. Sie trägt den Namen des Heiligen, dem die im 17. Jahrhundert erwähnte Kapelle in vorreformatorischer Zeit geweiht gewesen sein soll. Das Rathaus des Ortes wurde 1987 durch ein neues Gebäude für die Verwaltungsstelle und die Freiwillige Feuerwehr ersetzt, nachdem 1984 bereits eine Gemeindehalle nach Plänen des Architekten Keppler eingeweiht worden war.

## Ehrenbürger
- 1926: Christian Schwab (* 18. März 1843), Gemeindepfleger
- 1930: Gottlob Vogel (* 3. April 1850), Schultheiß
- 1930: Friedrich Meidinger (* 23. Juni 1858), Gutsverwalter